# Municipio de Cuautepec de Hinojosa
Cuautepec de Hinojosa es uno de los ochenta y cuatro municipios que conforman el estado de Hidalgo, México. La cabecera municipal y localidad más poblada es Cuautepec de Hinojosa.
Cuautepec de Hinojosa se localiza al sureste del territorio hidalguense entre los paralelos 19°50′ y 20°6′ de latitud norte; los meridianos 98°9′ y 98°24′ de longitud oeste; con una altitud entre 2200 y 2900 m s. n. m. Este municipio cuenta con una superficie de 391.42 km², y representa el 1.88 % de la superficie del estado; dentro de la región geográfica denominada como Valle de Tulancingo.
Colinda al norte con los municipios de Tulancingo de Bravo y Acaxochitlán; al este con el municipio de Chignahuapan del estado de Puebla; al sur con el estado de Puebla y con el municipio de Apan; al oeste con los municipios de Tepeapulco, Singuilucan y Santiago Tulantepec de Lugo Guerrero.
Cuautepec de Hinojosa se considera dentro de los municipios metropolitanos de la zona metropolitana de Tulancingo, integrada también por los municipios de Tulancingo de Bravo y Santiago Tulantepec de Lugo Guerrero, siendo Tulancingo de Bravo el municipio central.

## Toponimia
Las etimología del Cuautepec es cuautlepetl (del náhuatl cuauh, cuatl, "árbol" y tepetl, "cerro"), que significa "en el cerro de los árboles" o "cerro arbolado".
De acuerdo con el Diccionario del Náhuatl en el español de México, el nombre Cuautepec significa "en el cerro de las águilas" (del náhuatl cuauhtli, águila, tépetl, cerro).Asimismo, este diccionario menciona lo siguiente:

En el caso de Cuautepec, Hgo., su nombre original era Coatepec (Cerro de las serpientes), y así aparece en documentos coloniales y del siglo XIX, cuando se le da la categoría de municipio; en 1870, en la primera Ley orgánica electoral del estado de Hidalgo, aparece, quizás por error de un amanuense, como Cuautepec.

El apéndice "de Hinojosa" se adoptó en honor de Pedro de Hinojosa.

## Geografía

### Relieve e hidrográfica
En cuanto a fisiografía se encuentra dentro de la provincia del Eje Neovolcánico; dentro de la subprovincia del Lagos y Volcanes de Anáhuac. Su territorio es lomerío (70.0%), sierra (17.0%), llanura (8.0%) y valle (5.0%).
El municipio cuenta con una superficie montañosa, que incluye las formaciones rocosas “Las Peñitas”. Sus principales elevaciones son el Volcán Coatzetzengo y Cerro La Manilla, ambos con una altitud de 2930 m s. n. m. También está el Cerro de la Paila con 2820 m s. n. m., el Cerro Buenavista con 2780 m s. n. m., el Cerro El Comal con 2640 m s. n. m., el Cerro el Toronjil con 2600 m s. n. m., la Mesa Cima de Togo con 2540 m s. n. m. y el Cerro Verde con 2560 m s. n. m.
En cuanto a su geología corresponde al periodo neógeno (77.0%) y cuaternario (14.67%). Con rocas tipo 
ígnea extrusiva: toba ácida (32.0%), basalto (20.0%), riolita–toba ácida (13.0%), basalto–brecha volcánica básica (6.67%), riolita (6.0%), andesita (6.0%) y brecha volcánica básica (1.0%); Suelo: aluvial (7.0%). En cuanto a edafología el suelo dominante es phaeozem (35.67%), umbrisol (16.0%), luvisol (15.0%), vertisol (8.0%), regosol (7.0%), ambisol (5.0%), andosol (4.0%), leptosol (1.0%).
En lo que respecta a la hidrología se encuentra posicionado en la región hidrológica del Pánuco (91.0%) y Tuxpan–Nautla (9.0%); en la cuenca del río Moctezuma (91.0%), río Tecolutla (8.0%) y río Cazones (1.0%); dentro de la subcuenca río Metztitlán (65.0%), lagunas de Tochac y Tecocomulco (26.0%), río Necaxa (8.0%) y río San Marcos (1.0%). Parte de la Laguna de Tecocomulco se encuentra en este municipio.

### Clima
El territorio municipal se encuentran los siguientes climas con su respectivo porcentaje: Templado subhúmedo con lluvias en verano, de humedad media (77.0%), templado subhúmedo con lluvias en verano, de mayor humedad (13.0%), semiseco templado (6.0%), semifrío subhúmedo con lluvias en verano, de mayor humedad (2.0%) y templado húmedo con abundantes lluvias en verano (2.0%).

### Ecología
La flora está compuesta por abundantes recursos naturales; bosque de coníferas, pino, oyamel, encino, cedro, ocote, además de otras variedades como el fresno. En las zonas áridas se encuentran cactáceas. En cuanto a fauna se puede encontrar animales silvestres como: conejo, ardilla, roedores, colibrí, gorrión, pájaro carpintero y especies de plumaje, víbora, lechuza, tejón, codorniz, palomas, tlacuache, zopilote, así como una gran variedad de insectos. También cuenta con pez carpa y espejo en la Laguna de Tecocomulco.
La Laguna de Tecocomulco es uno de tres sitios decretados dentro del Convenio de Ramsar que se encuentran en el estado de Hidalgo; decretada el 29 de septiembre de 2003 con una área de 1769 ha abarcando también los municipios de Apan y Tepeapulco.
Este municipio pertenece a la cuenca del río Necaxa; por lo tanto pertenece a la APRN Cuenca Hidrográfica del Río Necaxa, un Área de Protección de Recursos Naturales decretada el 2 de febrero de 2004 con una superficie aproximada de 41 691.5 ha en 13 municipios; de los cuales tres (Acaxochitlán, Cuautepec de Hinojosa y Tulancingo de Bravo) se ubican en el estado de Hidalgo y diez en el estado de Puebla.

## Demografía

### Población
De acuerdo a los resultados que presentó el Censo Población y Vivienda 2020 del INEGI, el municipio cuenta con un total de 60 421 habitantes, siendo 27 716 hombres y 30 585 mujeres. Tiene una densidad de 154.4 hab/km², la mitad de la población tiene 28 años o menos, existen 91 hombres por cada 100 mujeres.
El porcentaje de población que habla lengua indígena es de 0.40 %, y el porcentaje de población que se considera afromexicana o afrodescendiente es de 0.24 %. Tiene una Tasa de alfabetización de 98.8 % en la población de 15 a 24 años, de 89.5 % en la población de 25 años y más. El porcentaje de población según nivel de escolaridad, es de 8.4 % sin escolaridad, el 64.0 % con educación básica, el 18.0 % con educación media superior, el 9.6 % con educación superior, y 0.1 % no especificado.
El porcentaje de población afiliada a servicios de salud es de 59.0 %. El 28.0 % se encuentra afiliada al IMSS, el 66.0 % al INSABI, el 4.1 % al ISSSTE, 1.0 % IMSS Bienestar, 0.4 % a las dependencias de salud de PEMEX, Defensa o Marina, 0.3 % a una institución privada, y el 0.6 % a otra institución. El porcentaje de población con alguna discapacidad es de 4.6 %. El porcentaje de población según situación conyugal, el 31.0 % se encuentra casada, el 33.0 % soltera, el 24.5 % en unión libre, el 5.3 % separada, el 1.4 % divorciada, el 4.7 % viuda.
Para 2020, el total de viviendas particulares habitadas es de 16 085 viviendas, representa el 1.9 % del total estatal. Con un promedio de ocupantes por vivienda 3.8 personas. Predominan las viviendas con tabique y block. En el municipio para el año 2020, el servicio de energía eléctrica abarca una cobertura del 99.1 %; el servicio de agua entubada un 65.5 %; el servicio de drenaje cubre un 92.9 %; y el servicio sanitario un 93.8 %.

### Localidades
Para el año 2020, de acuerdo al Catálogo de Localidades, el municipio cuenta con 98 localidades.
| Código INEGI | Localidad                 | Población (2020) | Porcentaje (%) | Ámbito Población | Categoría Población |
| ------------ | ------------------------- | ---------------- | -------------- | ---------------- | ------------------- |
| 130160001    | Cuautepec                 | 20 530           | 33.98          | Urbano           | Cabcera municipal   |
| 130160021    | Santa Elena Paliseca      | 3074             | 5.09           | Urbano           | Comunidad           |
| 130160029    | Santa María Nativitas     | 3020             | 5.00           | Urbano           | Comunidad           |
| 130160039    | Almoloya                  | 3010             | 4.98           | Urbano           | Comunidad           |
| 130160012    | Guadalupe Victoria        | 2396             | 3.97           | Urbano           | Comunidad           |
| 130160028    | San Lorenzo Sayula        | 2325             | 3.85           | Rural            | Comunidad           |
| 130160036    | Texcaltepec               | 2063             | 3.41           | Rural            | Comunidad           |
| 130160033    | El Tepeyac                | 1702             | 2.82           | Rural            | Comunidad           |
| 130160005    | El Capulín                | 1686             | 2.79           | Rural            | Comunidad           |
| 130160013    | San Juan Hueyapan         | 1621             | 2.68           | Rural            | Comunidad           |
| 130160006    | Cerro Verde               | 1141             | 1.89           | Rural            | Comunidad           |
| 130160074    | Buenos Aires              | 1103             | 1.83           | Rural            | Comunidad           |
| 130160035    | Tezoquipa                 | 1031             | 1.71           | Rural            | Comunidad           |
| 130160014    | Hueyapita                 | 1002             | 1.66           | Rural            | Comunidad           |
| 130160034    | Tezoncualpan              | 904              | 1.50           | Rural            | Comunidad           |
| 130160080    | Loma Bonita               | 896              | 1.48           | Rural            | Comunidad           |
| 130160121    | Lomas de los Pinos        | 851              | 1.41           | Rural            | Comunidad           |
| 130160020    | Las Palmas                | 838              | 1.39           | Rural            | Comunidad           |
| 130160004    | El Aserradero             | 732              | 1.21           | Rural            | Comunidad           |
| 130160024    | Las Puentes               | 627              | 1.04           | Rural            | Comunidad           |
| 130160030    | Tecocomulco de Juárez     | 522              | 0.86           | Rural            | Comunidad           |
| 130160041    | El Durazno                | 490              | 0.81           | Rural            | Ranchería           |
| 130160065    | San Aparicio              | 466              | 0.77           | Rural            | Ranchería           |
| 130160011    | El Encinal                | 433              | 0.72           | Rural            | Ranchería           |
| 130160104    | Xocopa                    | 403              | 0.67           | Rural            | Ranchería           |
| 130160002    | Alhuajoyucan              | 386              | 0.64           | Rural            | Ranchería           |
| 130160038    | Xayahualulco              | 376              | 0.62           | Rural            | Ranchería           |
| 130160009    | El Coyuco                 | 366              | 0.61           | Rural            | Ranchería           |
| 130160044    | La Cañada                 | 338              | 0.56           | Rural            | Ranchería           |
| 130160010    | Chacalapa                 | 322              | 0.53           | Rural            | Ranchería           |
| 130160019    | La Palma                  | 311              | 0.51           | Rural            | Ranchería           |
| 130160007    | Cima de Togo              | 309              | 0.51           | Rural            | Ranchería           |
| 130160003    | Las Ánimas                | 309              | 0.51           | Rural            | Ranchería           |
| 130160008    | Coatzetzengo              | 302              | 0.50           | Rural            | Ranchería           |
| 130160016    | Lomas de Ojuila           | 300              | 0.50           | Rural            | Ranchería           |
| 130160040    | Cebaditas                 | 288              | 0.48           | Rural            | Ranchería           |
| 130160126    | Chapultepec la Palma      | 269              | 0.45           | Rural            | Ranchería           |
| 130160076    | La Puerta del Yolo        | 257              | 0.43           | Rural            | Ranchería           |
| 130160108    | La Rayuela                | 255              | 0.42           | Rural            | Ranchería           |
| 130160027    | San Juan Tecocomulco      | 226              | 0.37           | Rural            | Ranchería           |
| 130160018    | El Nectario               | 217              | 0.36           | Rural            | Ranchería           |
| 130160069    | San José Vista Hermosa    | 194              | 0.32           | Rural            | Ranchería           |
| 130160017    | San Rafael Mazatepec      | 189              | 0.31           | Rural            | Ranchería           |
| 130160015    | Huistongo                 | 183              | 0.30           | Rural            | Ranchería           |
| 130160092    | Las Eras de Huistongo     | 153              | 0.25           | Rural            | Ranchería           |
| 130160115    | Las Canoas                | 148              | 0.24           | Rural            | Ranchería           |
| 130160037    | El Ventorrillo            | 144              | 0.24           | Rural            | Ranchería           |
| 130160130    | Nueve Aguas               | 142              | 0.24           | Rural            | Ranchería           |
| 130160100    | Rancho Trejo              | 136              | 0.23           | Rural            | Ranchería           |
| 130160099    | El Ranchero               | 129              | 0.21           | Rural            | Ranchería           |
| 130160081    | El Jarillal               | 109              | 0.18           | Rural            | Ranchería           |
| 130160056    | Los Laureles              | 102              | 0.17           | Rural            | Ranchería           |
| 130160123    | La Esperanza II           | 93               | 0.15           | Rural            | Ranchería           |
| 130160051    | Las Conchas               | 77               | 0.13           | Rural            | Ranchería           |
| 130160114    | Arboledas                 | 76               | 0.13           | Rural            | Ranchería           |
| 130160084    | La Barranca del Agua      | 71               | 0.12           | Rural            | Ranchería           |
| 130160105    | La Explanada              | 71               | 0.12           | Rural            | Ranchería           |
| 130160060    | El Piñón                  | 58               | 0.10           | Rural            | Ranchería           |
| 130160053    | La Esperanza              | 49               | 0.08           | Rural            | Ranchería           |
| 130160088    | La Cueva del Tezontle     | 48               | 0.08           | Rural            | Ranchería           |
| 130160068    | San Isidro                | 45               | 0.07           | Rural            | Ranchería           |
| 130160058    | Maravillas                | 42               | 0.07           | Rural            | Ranchería           |
| 130160109    | Valentín Hernández Yáñez  | 38               | 0.06           | Rural            | Ranchería           |
| 130160102    | Las Tires                 | 37               | 0.06           | Rural            | Ranchería           |
| 130160025    | La Puerta                 | 31               | 0.05           | Rural            | Ranchería           |
| 130160119    | El Salto                  | 29               | 0.05           | Rural            | Ranchería           |
| 130160124    | La Mesa (Pozo Blanco)     | 29               | 0.05           | Rural            | Ranchería           |
| 130160129    | La Carbonera              | 21               | 0.03           | Rural            | Ranchería           |
| 130160054    | La Isleta                 | 19               | 0.03           | Rural            | Ranchería           |
| 130160050    | Casas Coloradas           | 18               | 0.03           | Rural            | Ranchería           |
| 130160048    | El Atorón                 | 18               | 0.03           | Rural            | Ranchería           |
| 130160089    | El Durazno                | 18               | 0.03           | Rural            | Ranchería           |
| 130160063    | La Reforma                | 18               | 0.03           | Rural            | Ranchería           |
| 130160070    | Peña del Tigre            | 18               | 0.03           | Rural            | Ranchería           |
| 130160116    | Cerro de Buenavista       | 16               | 0.03           | Rural            | Ranchería           |
| 130160117    | Ojo de Agua de Ocotlán    | 15               | 0.02           | Rural            | Ranchería           |
| 130160087    | La Coronilla              | 14               | 0.02           | Rural            | Ranchería           |
| 130160085    | Caballo Rucio             | 13               | 0.02           | Rural            | Ranchería           |
| 130160118    | El Rincón                 | 12               | 0.02           | Rural            | Ranchería           |
| 130160094    | La Gloria                 | 11               | 0.02           | Rural            | Ranchería           |
| 130160120    | El Rincón de la Sirena    | 9                | 0.01           | Rural            | Ranchería           |
| 130160095    | La Isla de Montecristo    | 9                | 0.01           | Rural            | Ranchería           |
| 130160097    | Nopal Alto                | 9                | 0.01           | Rural            | Ranchería           |
| 130160106    | Manuel Rodríguez Martínez | 8                | 0.01           | Rural            | Ranchería           |
| 130160122    | Los Aguilares             | 7                | 0.01           | Rural            | Ranchería           |
| 130160101    | San Isidro                | 6                | 0.01           | Rural            | Ranchería           |
| 130160111    | Ejido el Pedregal         | 5                | 0.01           | Rural            | Ranchería           |
| 130160086    | El Capulín                | 5                | 0.01           | Rural            | Ranchería           |
| 130160113    | El Ojito de Agua          | 5                | 0.01           | Rural            | Ranchería           |
| 130160125    | Tenango                   | 5                | 0.01           | Rural            | Ranchería           |
| 130160083    | El Abertal                | 4                | 0.01           | Rural            | Ranchería           |
| 130160091    | El Encinal                | 4                | 0.01           | Rural            | Ranchería           |
| 130160096    | La Lagunilla              | 4                | 0.01           | Rural            | Ranchería           |
| 130160107    | Marcelino Acosta Cruz     | 3                | 0.00           | Rural            | Ranchería           |
| 130160127    | Cerrito de las Milpas     | 2                | 0.00           | Rural            | Ranchería           |
| 130160073    | La Unión                  | 2                | 0.00           | Rural            | Ranchería           |
| 130160098    | Presa Reventada           | 2                | 0.00           | Rural            | Ranchería           |
| 130160047    | Las Águilas               | 1                | 0.00           | Rural            | Ranchería           |

## Política
Se erigió como municipio el 8 de agosto de 1865. El Honorable Ayuntamiento está compuesto por: 1 Presidente Municipal, 1 Síndico, 11 Regidores y 46 Delegados Municipales. De acuerdo al Instituto Nacional electoral (INE) el municipio está integrado 24 secciones electorales, de la 0257 a
la 0280. Para la elección de diputados federales a la Cámara de Diputados de México y diputados locales al Congreso de Hidalgo, se encuentra integrado al IV Distrito Electoral Federal de Hidalgo y al X Distrito Electoral Local de Hidalgo. A nivel estatal administrativo pertenece a la Macrorregión II y a la Microrregión XXVI, además de a la Región Operativa VII Tulancingo.

### Cronología de presidentes municipales
| Periodo                  | Nombre                              | Afiliación política        |
| ------------------------ | ----------------------------------- | -------------------------- |
| 1967-1970                | Carlos Macías Escorcia              | -                          |
| 1970-1973                | Vicente Macías Hernández            | -                          |
| 1973-1976                | Francisco Ramírez López             | -                          |
| 1976-1979                | Manuel López Maldonado              | -                          |
| 1979-1982                | Roberto Arteaga Serrano             | -                          |
| 1982-1985                | José Antonio Villegas Saavedra      | -                          |
| 1985-1988                | Octavio Barranco García             | -                          |
| 1988-1991                | Enrique Cruz Castelán               | -                          |
| 1991-1994                | Manuel Fermín Rivera Peralta        | -                          |
| 16/01/1994 al 15/01/1997 | Jorge Cazares Durán                 | PRI                        |
| 16/01/1997 al 15/01/2000 | Martín Guillermo Hernández Castelán | PRI                        |
| 16/01/2000 al 15/01/2003 | Manuel Fermín Rivera Peralta        | PRI                        |
| 16/01/2003 al 15/01/2006 | Agustín Cenobio Castelan            | PRI                        |
| 16/01/2006 al 15/01/2009 | Juan Carlos Sánchez Rivera          | PAN                        |
| 16/01/2009 al 15/01/2012 | Ricardo Eduardo Castelán Téllez     | Mas x Hidalgo              |
| 16/01/2012 al 04/09/2016 | José Gerardo Olmedo Arista          | PANAL                      |
| 05/09/2016 al 04/09/2020 | Haydee García Acosta                | PRI                        |
| 05/09/2020 al 14/12/2020 | Jorge Hernández Araus               | Concejo Municipal Interino |
| 15/12/2020 al 04/09/2024 | Manuel Fermín Rivera Peralta        | PRI                        |
| 05/09/2024 al 04/09/2027 | Regino Rodríguez Luqueño            | Concejo Municipal Interino |

## Economía
En 2015 el municipio presenta un IDH de 0.692 Medio, por lo que ocupa el lugar 47.º a nivel estatal; y en 2005 presentó un PIB de $2 035 300 402 pesos mexicanos, y un PIB per cápita de $44 705 (precios corrientes de 2005).
De acuerdo con el Consejo Nacional de Evaluación de la Política de Desarrollo Social (Coneval), el municipio registra un Índice de Marginación Medio; y el 50.0% de la población se encuentra en pobreza moderada y 17.9% se encuentra en pobreza extrema.
A datos de 2015, en materia de agricultura, los principales cultivos sembrados son el maíz, este es sembrado y cosechado en poco más de 16 000 ha, la cebada en grano es sembrada en más de 23 000 ha, la avena forraje se siembra en más de 4000 ha. En ganadería se caracteriza por el bovino, porcino, caprino, ovino, equino, así como aves, guajolotes y abejas. En silvicultura el aprovechamiento forestal maderable se obtiene de las coníferas de pino y oyamel; de estas se obtiene un mayor valor en la producción; también se obtiene del encino. En cuanto a la pesca se realiza sus actividades en la laguna de Tecocomulco y la laguna de Hueyapan.
La industria artesanal se dedica a la joyería, orfebrería y textil, su planta productiva es de 1485 establecimientos con 3471 personas trabajando en estos; se cuenta con 3 tianguis municipales, 6 rastros y 4 tiendas Diconsa.
De acuerdo con cifras al año 2015 presentadas en los censos económicos del INEGI, la Población Económicamente Activa (PEA) de 12 años y más del municipio asciende a 19 845 de las cuales 18 868 se encuentran ocupadas y 977 se encuentran desocupadas. El 14.17% pertenece al sector primario, el 37.44% pertenece al sector secundario, el 48.56% pertenece al sector terciario.